# Li Fabin
Li Fabin (李发彬S; Nan'an, 15 gennaio 1993) è un sollevatore cinese.

## Palmarès
- Giochi olimpici

Tokyo 2020: oro nei 61 kg.
Parigi 2024: oro nei 61 kg.
- Mondiali

Aşgabat 2018: argento nei 61 kg.
Pattaya 2019: oro nei 61 kg.
Bogotà 2022: oro nei 61 kg.
Riad 2023: oro nei 61 kg.
- Giochi asiatici

Hangzhou 2023: oro nei 61 kg.
- Campionati asiatici

Pyeongtaek 2012: oro nei 56 kg.
Tashkent 2016: bronzo nei 56 kg.
Aşgabat 2017: argento nei 56 kg.
Ningbo 2019: oro nei 61 kg.
Tashkent 2020: oro nei 61 kg.
Jinju 2023: oro nei 61 kg.